# Macrosteles
Macrosteles är ett släkte av insekter som beskrevs av Franz Xaver Fieber 1866. Macrosteles ingår i familjen dvärgstritar.

## Bildgalleri

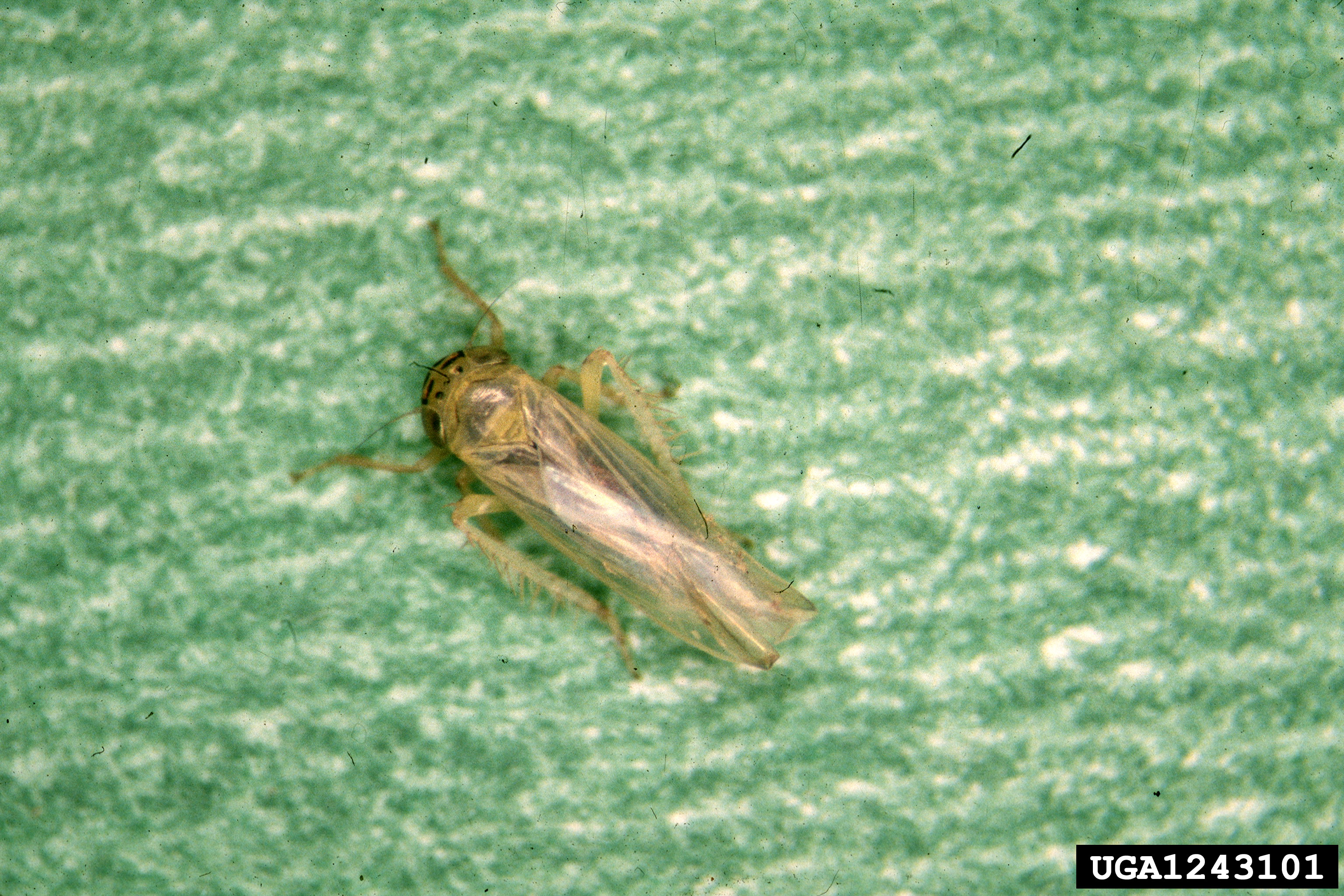
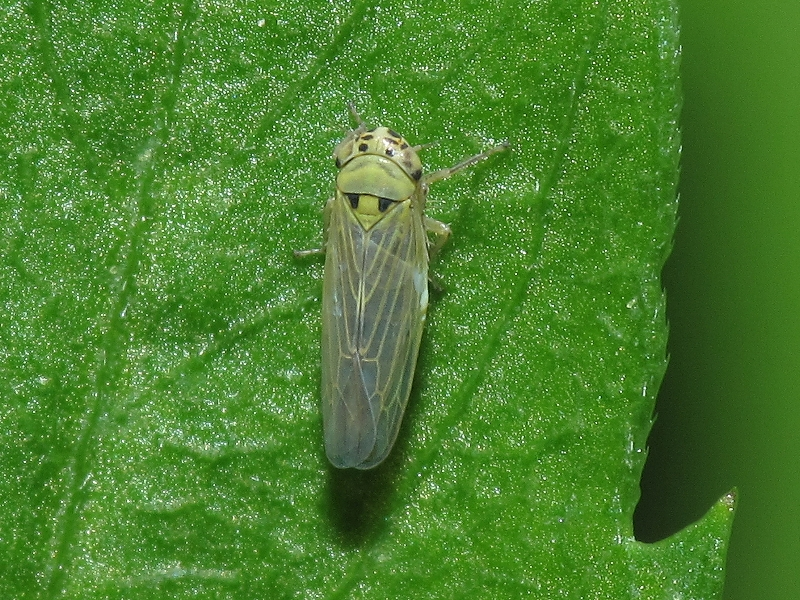
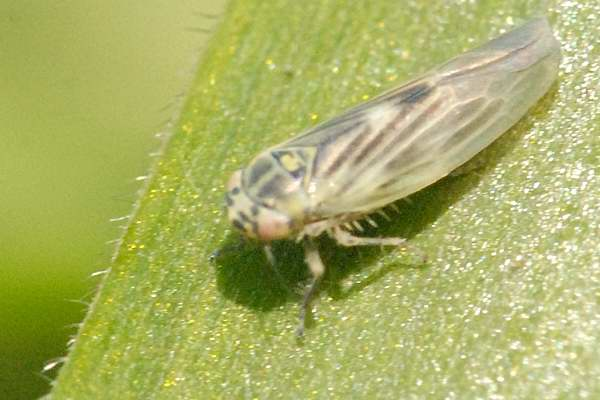
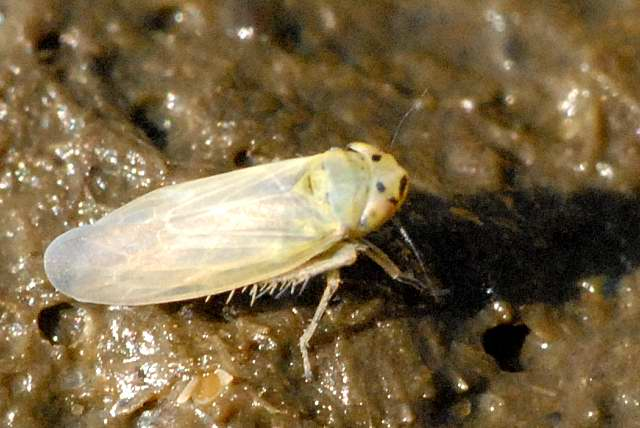
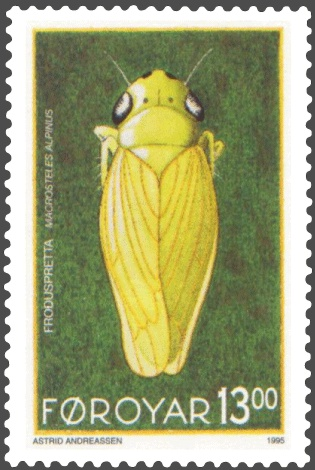
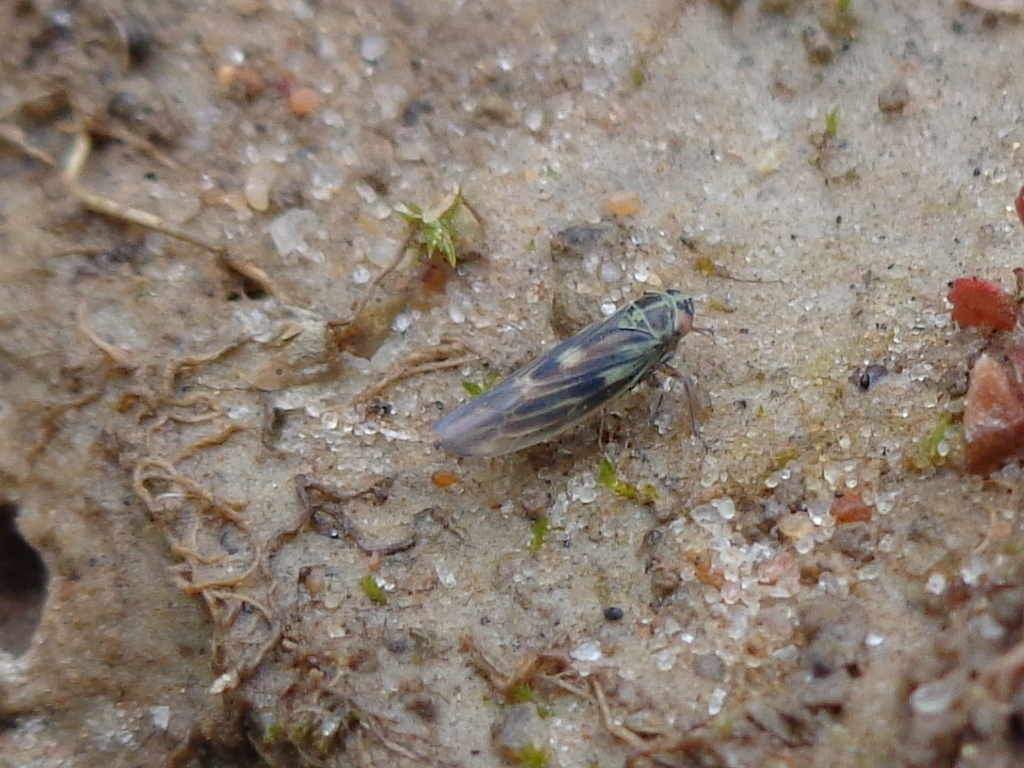

## Dottertaxa tillMacrosteles, i alfabetisk ordning[1][2]
- Macrosteles abludens
- Macrosteles albicostalis
- Macrosteles alpina
- Macrosteles alpinus
- Macrosteles alticola
- Macrosteles artemisiae
- Macrosteles bifurcatus
- Macrosteles borealis
- Macrosteles brunnescens
- Macrosteles buzensis
- Macrosteles chobauti
- Macrosteles cristata
- Macrosteles cristatus
- Macrosteles curvatus
- Macrosteles cyane
- Macrosteles divisus
- Macrosteles elongatus
- Macrosteles empetri
- Macrosteles fascifrons
- Macrosteles fieberi
- Macrosteles forficula
- Macrosteles frontalis
- Macrosteles fuscinervis
- Macrosteles galeae
- Macrosteles guttata
- Macrosteles halophila
- Macrosteles heiseles
- Macrosteles heitiacus
- Macrosteles horvathi
- Macrosteles huangxionis
- Macrosteles intensa
- Macrosteles inundatus
- Macrosteles jussiaeae
- Macrosteles laevis
- Macrosteles lagus
- Macrosteles lepida
- Macrosteles lineatifrons
- Macrosteles litoralis
- Macrosteles livida
- Macrosteles lividus
- Macrosteles maculosa
- Macrosteles mallorcae
- Macrosteles nigrifacies
- Macrosteles nubila
- Macrosteles nubilus
- Macrosteles obsoleta
- Macrosteles ochreatus
- Macrosteles oculata
- Macrosteles osborni
- Macrosteles oshanini
- Macrosteles ossiannilssoni
- Macrosteles pallida
- Macrosteles permaculatus
- Macrosteles picturatus
- Macrosteles plicativus
- Macrosteles potoria
- Macrosteles purpurea
- Macrosteles pygmaeus
- Macrosteles pythicus
- Macrosteles quadrilineatus
- Macrosteles quadrimaculata
- Macrosteles quadripunctulatus
- Macrosteles rabaticus
- Macrosteles ramosus
- Macrosteles salsolae
- Macrosteles sardus
- Macrosteles septemnotata
- Macrosteles septemnotatus
- Macrosteles severini
- Macrosteles sexnotata
- Macrosteles sexnotatus
- Macrosteles shahidi
- Macrosteles skalkahiensis
- Macrosteles slossoni
- Macrosteles sordidipennis
- Macrosteles striifrons
- Macrosteles symphorosus
- Macrosteles tesselatus
- Macrosteles urticae
- Macrosteles variata
- Macrosteles variatus
- Macrosteles vilbastei
- Macrosteles viridigriseus